# Médaille de la Société royale mathématique espagnole
La médaille de la Société royale mathématique espagnole est une distinction scientifique espagnole.

## Histoire
Cette médaille exprime la reconnaissance publique de la communauté pour des personnalités remarquables par leurs contributions dans n'importe quel champ mathématique mathematical endeavor. Elle est décernée par la Société royale mathématique espagnole depuis 2015,.

## Lauréats
- 2015 : José Luis Fernández Pérez, Marta Macho Stadler, Antonio Martínez Naveira[3].
- 2016 : José Bonet Solves (en), María Gaspar Alonso-Vega, María Teresa Lozano Imízcoz[4],[5].
- 2017 : Antonio Campillo López, Manuel de León Rodríguez (es), Marta Sanz-Solé[6].
- 2018 : Consuelo Martínez (en), Adolfo Quirós, Juan Luis Vázquez[7].
- 2019 : Marisa Fernández Rodríguez (en), Jesús María Sanz Serna (es), Sebastià Xambó[8].
- 2020 : María Jesús Carro Rossell (es), Antonio Ros Mulero[9].
- 2021: Antonio Córdoba Barba (es), Olga Gil Medrano, Tomás Recio Múñiz[10].
- 2022: Carlos Andradas Heranz (es), Pilar Bayer Isant, Luis Narváez Macarro[11].
- 2023: Francisco José Marcellán Español, María del Carmen Romero Fuster, Luis Vega[12].